# Championnats du monde de patinage artistique 1973
Navigation
Mondiaux 1972 Mondiaux 1974
Les championnats du monde de patinage artistique 1973 ont lieu du 26 février au 3 mars 1973 au Zimný štadión de Bratislava en Tchécoslovaquie.
À partir de cette saison 1972/1973, un programme court est ajouté aux compétitions des catégories individuelles masculine et féminine, en plus des figures imposées et du programme libre.
Irina Rodnina remporte son premier titre mondial avec son nouveau partenaire Aleksandr Zaïtsev, après que son ancien partenaire Alexeï Oulanov ait choisi de patiner avec Lioudmila Smirnova. La musique est sabotée et arrêtée pendant le programme libre de Rodnina / Zaïtsev, mais le duo termine leur programme en silence et reçoit une ovation debout du public. 
Le canadien Toller Cranston déclare dans son autobiographie de 2000 avoir eu une brève relation avec le tchécoslovaque Ondrej Nepela lors de ces mondiaux.

## Qualifications
Les patineurs sont éligibles à l'épreuve s'ils représentent une nation membre de l'Union internationale de patinage (International Skating Union en anglais). Les fédérations nationales sélectionnent leurs patineurs en fonction de leurs propres critères.
Sur la base des résultats des championnats du monde 1972, l'Union internationale de patinage autorise chaque pays à avoir de une à trois inscriptions par discipline. 

## Podiums
| Épreuves                            | Or                                       | Argent                              | Bronze                       |
| ----------------------------------- | ---------------------------------------- | ----------------------------------- | ---------------------------- |
| Messieurs résultats détaillés       | Ondrej Nepela                            | Sergueï Tchetveroukhine             | Jan Hoffmann                 |
| Dames résultats détaillés           | Karen Magnussen                          | Janet Lynn                          | Christine Errath             |
| Couples résultats détaillés         | Irina Rodnina / Aleksandr Zaïtsev        | Lioudmila Smirnova / Alexeï Oulanov | Manuela Groß / Uwe Kagelmann |
| Danse sur glace résultats détaillés | Lioudmila Pakhomova / Aleksandr Gorchkov | Angelika Buck / Erich Buck          | Hilary Green / Glyn Watts    |

## Tableau des médailles
| Rang  | Nation               | Or | Argent | Bronze | Total |
| ----- | -------------------- | -- | ------ | ------ | ----- |
| 1     | Union soviétique     | 2  | 2      | 0      | 4     |
| 2     | Canada               | 1  | 0      | 0      | 1     |
| 2     | Tchécoslovaquie      | 1  | 0      | 0      | 1     |
| 4     | Allemagne de l'Ouest | 0  | 1      | 0      | 1     |
| 4     | États-Unis           | 0  | 1      | 0      | 1     |
| 6     | Allemagne de l'Est   | 0  | 0      | 3      | 3     |
| 7     | Royaume-Uni          | 0  | 0      | 1      | 1     |
| Total | Total                | 4  | 4      | 4      | 12    |

## Détails des compétitions

### Messieurs
| Rang | Nom                     | Nation               | Places | Points | Fig. impo. | Prog. court | Prog. libre |
| ---- | ----------------------- | -------------------- | ------ | ------ | ---------- | ----------- | ----------- |
| 1    | Ondrej Nepela           | Tchécoslovaquie      | 10     | 355.66 | 1          | 2           | 2           |
| 2    | Sergueï Tchetveroukhine | Union soviétique     | 17     | 348.91 | 2          | 3           | 1           |
| 3    | Jan Hoffmann            | Allemagne de l'Est   | 35     | 340.55 | 3          | 7           | 6           |
| 4    | John Curry              | Royaume-Uni          | 39     | 338.43 | 4          | 8           | 7           |
| 5    | Toller Cranston         | Canada               | 54     | 336.50 | 6          | 1           | 5           |
| 6    | Yuri Ovtchinnikov       | Union soviétique     | 54     | 334.01 | 8          | 5           | 3           |
| 7    | Gordon McKellen         | États-Unis           | 62     | 330.84 | 5          | 4           | 8           |
| 8    | Ron Shaver              | Canada               | 61     | 330.58 | 12         | 6           | 4           |
| 9    | Jacques Mrozek          | France               | 91     | 320.01 | 9          | 10          | 11          |
| 10   | Zdeněk Pazdírek         | Tchécoslovaquie      | 95     | 319.43 | 10         | 12          | 9           |
| 11   | Daniel Höner            | Suisse               | 97     | 319.08 | 7          | 11          | 12          |
| 12   | Robert Bradshaw         | États-Unis           | 103    | 316.62 | 13         | 9           | 10          |
| 13   | László Vajda            | Hongrie              | 112    | 314.77 | 11         | 14          | 13          |
| 14   | Minoru Sano             | Japon                | 130    | 308.37 | 14         | 13          | 14          |
| 15   | Erich Reifschneider     | Allemagne de l'Ouest | 144    | 303.72 | 15         | 15          | 16          |
| 16   | Igor Lisovski           | Union soviétique     | 147    | 302.24 | 18         | 17          | 17          |
| 17   | Bernd Wunderlich        | Allemagne de l'Est   | 148    | 300.38 | 20         | 18          | 15          |
| 18   | Miroslav Šoška          | Tchécoslovaquie      | 151    | 299.99 | 17         | 16          | 18          |
| 19   | Robert Rubens           | Canada               | 168    | 295.16 | 19         | 19          | 19          |
| 20   | Gunther Hilgarth        | Autriche             | 187    | 275.29 | 16         | 20          | 21          |
| 21   | Jacek Tascher           | Pologne              | 191    | 273.30 | 23         | 23          | 20          |
| 22   | Rolando Bragaglia       | Italie               | 193    | 270.19 | 22         | 21          | 22          |
| 23   | Gheorghe Fazekas        | Roumanie             | 205    | 262.23 | 21         | 24          | 24          |
| 24   | Silvo Svajger           | Yougoslavie          | 214    | 255.29 | 24         | 22          | 23          |

### Dames
| Rang    | Nom                 | Nation               | Places | Points | Fig. impo. | Prog. court | Prog. libre |
| ------- | ------------------- | -------------------- | ------ | ------ | ---------- | ----------- | ----------- |
| 1       | Karen Magnussen     | Canada               | 9      | 356.39 | 1          | 1           | 2           |
| 2       | Janet Lynn          | États-Unis           | 18     | 347.85 | 2          | 12          | 1           |
| 3       | Christine Errath    | Allemagne de l'Est   | 31     | 340.90 | 5          | 2           | 5           |
| 4       | Dorothy Hamill      | États-Unis           | 35     | 337.93 | 8          | 3           | 4           |
| 5       | Jean Scott          | Royaume-Uni          | 47     | 332.10 | 4          | 10          | 11          |
| 6       | Karin Iten          | Suisse               | 60     | 329.08 | 3          | 14          | 14          |
| 7       | Liana Drahová       | Tchécoslovaquie      | 69     | 327.53 | 9          | 9           | 6           |
| 8       | Sonja Morgenstern   | Allemagne de l'Est   | 76     | 326.53 | 10         | 5           | 7           |
| 9       | Juli McKinstry      | États-Unis           | 91     | 323.26 | 12         | 7           | 9           |
| 10      | Lynn Nightingale    | Canada               | 78     | 325.61 | 15         | 4           | 3           |
| 11      | Maria McLean        | Royaume-Uni          | 96     | 322.68 | 7          | 11          | 13          |
| 12      | Cathy Lee Irwin     | Canada               | 108    | 320.95 | 11         | 13          | 10          |
| 13      | Gerti Schanderl     | Allemagne de l'Ouest | 114    | 319.69 | 14         | 6           | 8           |
| 14      | Anett Pötzsch       | Allemagne de l'Est   | 125    | 316.21 | 13         | 8           | 12          |
| 15      | Dianne de Leeuw     | Pays-Bas             | 123    | 316.11 | 6          | 15          | 16          |
| 16      | Marina Sanaya       | Union soviétique     | 149    | 296.67 | 23         | 16          | 15          |
| 17      | Emi Watanabe        | Japon                | 154    | 294.35 | 18         | 23          | 17          |
| 18      | Marie-Claude Bierre | France               | 171    | 288.34 | 16         | 18          | 22          |
| 19      | Cinzia Frosio       | Italie               | 175    | 287.45 | 19         | 19          | 19          |
| 20      | Liselotte Öberg     | Suède                | 177    | 285.55 | 21         | 17          | 18          |
| 21      | Sharon Burley       | Australie            | 178    | 286.58 | 20         | 20          | 21          |
| 22      | Hannele Koskinen    | Finlande             | 204    | 275.77 | 27         | 22          | 20          |
| 23      | Grażyna Dudek       | Pologne              | 201    | 276.57 | 26         | 21          | 23          |
| 24      | Helena Gazvoda      | Yougoslavie          | 220    | 268.04 | 25         | 26          | 24          |
| 25      | Chang Myung-su      | Corée du Sud         | 227    | 264.92 | 17         | 28          | 27          |
| 26      | Bente Tverran       | Norvège              | 235    | 261.03 | 24         | 27          | 26          |
| 27      | Ágnes Erös          | Hongrie              | 231    | 262.58 | 28         | 24          | 25          |
| Abandon | Susanne Altura      | Autriche             |        |        | 22         | 25          |             |
|         | Krisztina Gomolya   | Hongrie              |        |        | NC         | NC          | NC          |
|         | Sonja Balun         | Autriche             |        |        | NC         | NC          | NC          |

### Couples
| Rang | Nom                                 | Nation               | Places | Points | Prog. court | Prog. libre |
| ---- | ----------------------------------- | -------------------- | ------ | ------ | ----------- | ----------- |
| 1    | Irina Rodnina / Aleksandr Zaïtsev   | Union soviétique     | 9      | 423.9  | 1           | 1           |
| 2    | Lioudmila Smirnova / Alexeï Oulanov | Union soviétique     | 18     | 416.2  | 2           | 2           |
| 3    | Manuela Groß / Uwe Kagelmann        | Allemagne de l'Est   | 29     | 409.2  | 3           | 3           |
| 4    | Almut Lehmann / Herbert Wiesinger   | Allemagne de l'Ouest | 43     | 402.9  | 6           | 5           |
| 5    | Romy Kermer / Rolf Österreich       | Allemagne de l'Est   | 46     | 401.3  | 4           | 4           |
| 6    | Sandra Bezic / Val Bezic            | Canada               | 51     | 399.8  | 7           | 6           |
| 7    | Irina Tcherniaïeva / Vassili Blagov | Union soviétique     | 56     | 398.3  | 5           | 7           |
| 8    | Melissa Militano / Mark Militano    | États-Unis           | 73     | 390.7  | 8           | 8           |
| 9    | Marian Murray / Glenn Moore         | Canada               | 80     | 386.0  | 9           | 9           |
| 10   | Karin Künzle / Christian Künzle     | Suisse               | 92     | 373.9  | 11          | 10          |
| 11   | Ilona Urbanová / Alex Zach          | Tchécoslovaquie      | 106    | 369.4  | 10          | 11          |
| 12   | Corinna Halke / Eberhard Rausch     | Allemagne de l'Ouest | 108    | 366.6  | 12          | 12          |
| 13   | Gale Fuhrman / Joel Fuhrman         | États-Unis           | 121    | 360.9  | 15          | 13          |
| 14   | Florence Cahn / Jean-Roland Racle   | France               | 120    | 362.0  | 13          | 14          |
| 15   | Ursula Nemec / Michael Nemec        | Autriche             | 137    | 346.0  | 16          | 15          |
| 16   | Teresa Skrzek / Piotr Sczypa        | Pologne              | 135    | 350.4  | 14          | 16          |

### Danse sur glace
| Rang | Nom                                      | Nation               | Places | Points | Danses imposées | Danse libre |
| ---- | ---------------------------------------- | -------------------- | ------ | ------ | --------------- | ----------- |
| 1    | Lioudmila Pakhomova / Aleksandr Gorchkov | Union soviétique     | 9      | 524.20 | 1               | 1           |
| 2    | Angelika Buck / Erich Buck               | Allemagne de l'Ouest | 18     | 514.55 | 2               | 2           |
| 3    | Hilary Green / Glyn Watts                | Royaume-Uni          | 29     | 499.05 | 3               | 3           |
| 4    | Janet Sawbridge / Peter Dalby            | Royaume-Uni          | 38     | 493.25 | 4               | 6           |
| 5    | Tatiana Voitiuk / Viacheslav Zhigalin    | Union soviétique     | 43     | 488.30 | 5               | 4           |
| 6    | Mary Karen Campbell / Johnny Johns       | États-Unis           | 60     | 479.30 | 6               | 7           |
| 7    | Irina Moïsseïeva / Andrei Minenkov       | Union soviétique     | 63.5   | 475.80 | 7               | 5           |
| 8    | Diana Skotnická / Martin Skotnický       | Tchécoslovaquie      | 72.5   | 470.85 | 8               | 8           |
| 9    | Louise Soper / Barry Soper               | Canada               | 73     | 471.00 | 9               | 9           |
| 10   | Anne Millier / Harvey Millier            | États-Unis           | 93     | 459.15 | 10              | 11          |
| 11   | Matilde Ciccia / Lamberto Ceserani       | Italie               | 100    | 452.10 | 12              | 10          |
| 12   | Rosalind Druce / David Barker            | Royaume-Uni          | 107    | 448.70 | 11              | 13          |
| 13   | Krisztina Regőczy / András Sallay        | Hongrie              | 115    | 442.70 | 13              | 12          |
| 14   | Halina Gordon / Wojciech Bankowski       | Pologne              | 130    | 425.80 | 14              | 15          |
| 15   | Barbara Berezowski / David Porter        | Canada               | 131    | 426.35 | 15              | 14          |
| 16   | Anne-Claude Wolfers / Roland Mars        | France               | 146    | 408.80 | 16              | 16          |
| 17   | Christina Henke / Udo Dönsdorf           | Allemagne de l'Ouest | 151    | 402.00 | 17              | 17          |
| 18   | Brigitte Scheijbal / Walter Leschetizky  | Autriche             | 160    | 393.65 | 18              | 18          |